# Franz Fenske
Franz Fenske (* 4. Juni 1865 in Hannover; † 9. April 1923 ebenda) war ein deutscher Schmied sowie Gewerkschafts-Führer und sozialdemokratischer Parteifunktionär.

## Leben und Wirken
Geboren in der Residenzstadt des seinerzeitigen Königreichs Hannover, erlernte Franz Fenske in den Gründerjahren des Deutschen Kaiserreichs den Beruf des Schmiedes.
Nachdem am 4. Juni 1891 in Frankfurt am Main der Deutsche Metallarbeiter-Verband (DMB) gegründet worden war – zwei Delegierte aus Hannover waren seinerzeit beteiligt – und der DMV ab dem 1. August 1891 auch offiziell bestand, wurde am selben Tag auch die DMV-Verwaltungsstelle Hannover mit seinerzeit 633 Mitgliedern gegründet. Zusätzlich gründete Linden, ehemals Ausgangspunkt der Industrialisierung im späteren Niedersachsen und seinerzeit selbstständige Industriestadt vor Hannover, eine eigene Verwaltungsstelle mit 407 Mitgliedern.
Nachdem in der Deutschen Metall-Arbeiter-Zeitung die Stelle für einen Geschäftsführer der Verwaltung Hannover ausgeschrieben worden war, wurde am 23. November 1901 auf einer Mitgliederversammlung der aus Berlin stammende Friedrich Schlegel für diese Aufgabe gewählt. Erst gut zweieinhalb Jahre später, als am 1. April 1904 die Verwaltungsstelle Hannover mit derjenigen von Preußens „größtem Industriedorf“ Linden miteinander verschmolzen – rund 16 Jahre vor der vollständigen Vereinigung der beiden Städte Hannover und Linden – wurde der mittlerweile in Linden lebende Franz Fenske zum neuen „Bevollmächtigten“ dieser nun größeren Vereinigung gewählt.
19 Jahre lang sollte Franz Fenske an der Spitze von zehn Personen in der Verwaltungsstelle Hannover (mit Linden) nun den vergrößerten und gewerkschaftlich wesentlich kräftigeren DMV-Ortsverband persönlich führen.
Nachdem zunächst zehn Schmiede der Hannoverschen Waggonfabrik (HAWA) in Ricklingen am 23. Januar 1905 die Arbeit niederlegten, um bessere Akkord-Tarife und eine bessere Arbeitsorganisation einzufordern, schlossen sich diesem Streik nach nur einer Woche auch 101 Schlosser, Dreher und Bohrer an. Doch die HAWA kündigte den Arbeitern einfach, warb stattdessen Arbeitnehmer aus Österreich als Streikbrecher an. Doch diese beteiligten sich dann ebenfalls an der durch die DMV-Verwaltungsstelle unter Führung von Franz Fenske organisierten Streik, dem sich Mitte Februar des Jahres dann auch noch die Holzarbeiter und die Anzahl der Streikenden der HAWA damit auf 165 erhöhten. Die Waggonfabrik warb nun Arbeiter aus dem – zaristischen – Russland an, die sich im März aber ebenfalls mit den Streikenden solidarisierten und vom DMV dann zudem die Heimreise bezahlt bekamen. Erst nach 15 Wochen wurde der Streik beendet, allerdings wurde nur ein Teil der Arbeitnehmer von der HAWA wieder eingestellt.
Doch die hannoversche Staatsanwaltschaft überzog die Arbeitnehmer mit einer großen Anzahl an Strafanträgen, denn Streik war seinerzeit gesetzlich verboten. Franz Fenske als Leiter des Streiks wurde zu fünf Monaten Haft verurteilt: Vier Monate dafür, dass er dem Rechtsanwalt der HAWA angeblich mit Schlägen gedroht haben soll; ein weiterer Monat dafür, dass er zwei Werksmeister angeblich als „Lausejunge“ bezeichnet und damit entehrt haben soll.
Ab dem Folgejahr 1906 bis 1911 nahm Franz Fenske, der Mitglied der Sozialdemokratischen Partei Deutschlands (SPD) war, zudem das Amt des Beisitzers im Vorstand der SPD für die Provinz Hannover wahr.

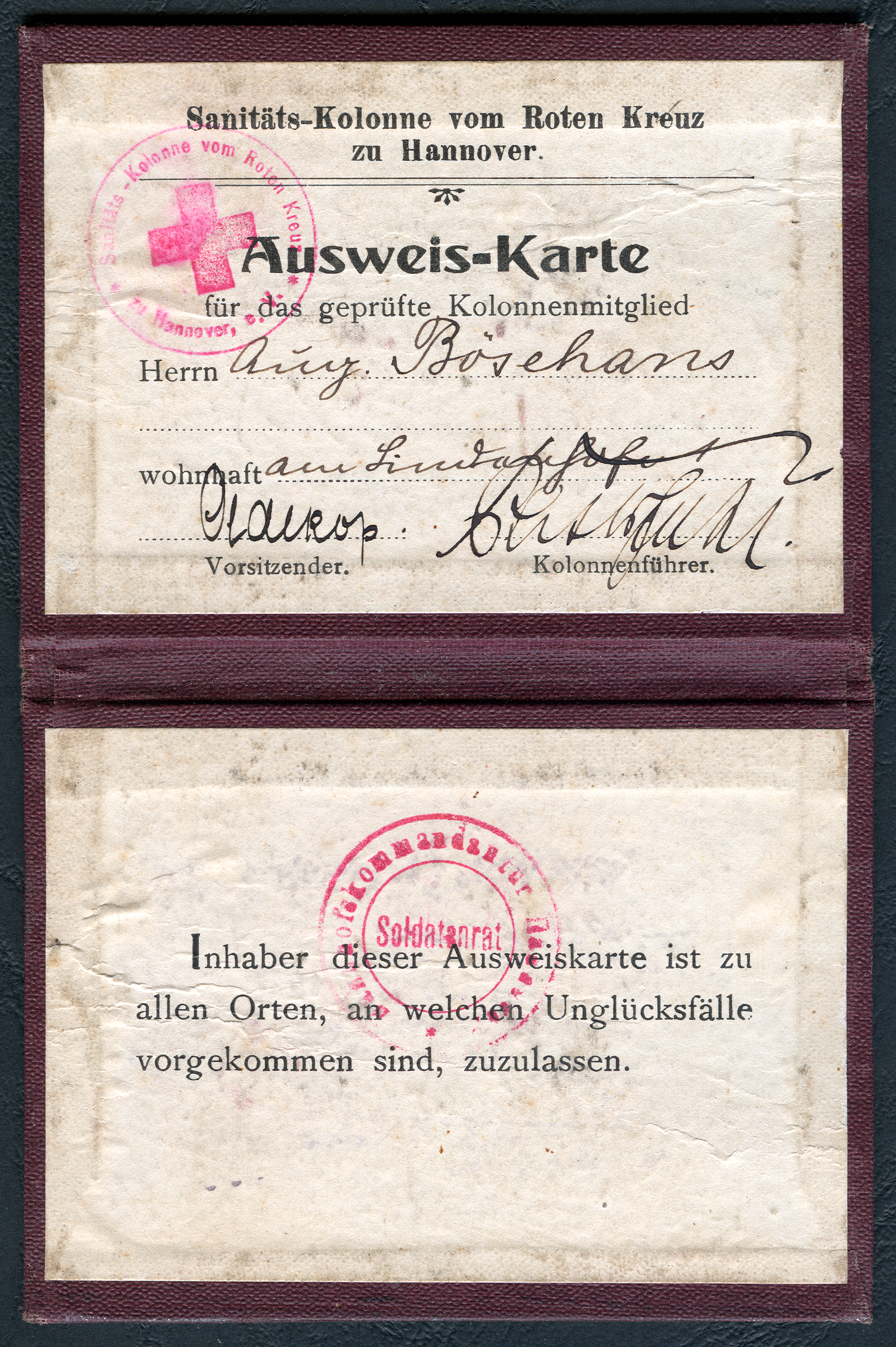
Ausweiskarte für ein geprüftes Mitglied der Sanitäts-Kolonne des Roten Kreuzes, mit einem Stempel des Soldatenrates in der Bahnhofskommandantur in Hannover, unter anderem eigenhändige Unterschrift von Vizeadmiral a.D. Oldekop
November 1918

Als am Ende des Ersten Weltkrieges die Kieler Matrosen am 28. Oktober 1918 die Novemberrevolution einleiteten und die ersten Matrosen in der Nacht vom 6. auf den 7. November des Jahres in Hannover eintrafen, überwältigten sie die am hannoverschen Hauptbahnhof aufgestellten Wachen und übernahmen die Befehlsgewalt über die Stadt. Noch am Vormittag des 7. Novembers 1918 nahmen sie Kontakt zur Führung der hannoverschen SPD auf und bildeten mit dieser den „Vorläufigen Arbeiter- und Soldatenrat“. Ihm gehörten dann unter anderem der Reichstagsabgeordnete August Brey, der Landtagsabgeordnete Robert Leinert und auch der Bevollmächtigte des DMV, Franz Fenske an. Doch unter der Maxime „Die Arbeit in den Betrieben darf nicht eingestellt werden“, ging es den Beteiligten an den Anordnungen im hannoverschen Gewerkschaftshaus des Allgemeinen Deutschen Gewerkschaftsbunds weniger um die Abschaffung der alten Staatsgewalt oder gar um Revolution, sondern vor allem um die Wiederherstellung der gewohnten Ruhe und Ordnung. Und so wählte der alte Magistrat „[...] brav und einstimmig am 12. November [...] Robert Leinert zum neuen Stadtdirektor“ – und beendete die Revolution in Hannover früher als in anderen Städten der nun anbrechenden Weimarer Republik.
Im Jahr 1919 wurde Franz Fenske – der weiterhin als Geschäftsführer der DMV-Ortsgruppe Hannover arbeitete – in den Vorstand des SPD-Bezirks Hannover gewählt. Kurz vor dem Höhepunkt der Deutschen Hyperinflation starb er am 9. April 1923 für alle überraschend an Herzversagen.

## Würdigungen

### Fenskestraße
Die zur Zeit des Nationalsozialismus im hannoverschen Stadtteil Hainholz im Jahr 1938 angelegte Kossinastraße war zunächst nach dem Vorgeschichtsforscher Gustav Kossina benannt worden. Nach der Befreiung vom Nationalsozialismus wurde sie 1945 – noch zur Zeit der Britischen Besatzungszone – umbenannt in Fenskestraße, „[...] nach dem Vorsitzenden des hannoverschen Metallarbeiterverbands“.

### Fenskeweg
Mit dem im Jahr 1973 im Stadtteil Vahrenwald angelegten Fenskeweg ehrt die Landeshauptstadt Hannover einen der führenden Gewerkschafter der Stadtgeschichte durch die Namensgebung der Straße.